# Rhizorhagium michaeli
Rhizorhagium michaeli är en nässeldjursart som först beskrevs av Berrill 1948.  Rhizorhagium michaeli ingår i släktet Rhizorhagium och familjen Bougainvilliidae. Inga underarter finns listade i Catalogue of Life.